# 청-중가르 전쟁
준가르–청 전쟁(몽골어: Зүүнгар-Чин улсын дайн, 중국어 간체자: 准噶尔之役, 정체자: 準噶爾之役, 병음: Zhǔngá'ěr zhī Yì, 직역: 준가르 전역)은 수십 년간 준가르와 청나라 및 그 몽골 속국 사이에 벌어진 일련의 갈등이다. 전투는 현재의 중앙 및 동부 몽골부터 티베트, 칭하이성, 신장 위구르 자치구 지역에 이르는 넓은 내륙아시아에서 벌어졌다. 청나라의 승리는 궁극적으로 외몽골, 티베트, 신장이 1911년~1912년 신해혁명까지 지속된 청나라 제국에 편입되는 결과를 낳았고, 정복된 지역의 준가르 인구 대부분에 대한 학살로 이어졌다.
틀:Campaignbox Dzungar–Qing War
틀:십전무공

## 배경
1368년 원나라가 붕괴된 후, 중국의 몽골인 통치자들은 몽골로 철수하여 북원으로 알려지게 되었다. 시간이 지나면서 몽골 국가는 칭기즈 칸의 다양한 후손들이 통치하는 일련의 칸국으로 해체되었다. 청나라는 내차하르부 몽골 지도자인 링단 칸을 격파하고 내몽골을 합병했다. 동몽골인(외몽골 및 내몽골)이 칭기스 왕조에 의해 통치된 반면, 오이라트는 초로스 씨족에 의해 통치되었다. 에르데니 바가투르 콩타이지와 자야 판디타 휘하의 준가르 오이라트는 1640년 청나라 통치하의 내몽골을 제외한 모든 오이라트 및 몽골 부족이 참여하는 범오이라트-몽골 회의를 개최했지만, 이 회의는 실패로 끝났다. 1650년대에 중가리아와 서몽골을 중심으로 한 오이라트 국가인 준가르는 이 지역에서 가장 중요한 칸국으로 부상했으며, 종종 동몽골의 북원 잔당인 할하부와 충돌했다. 1670년 형 셍게의 사망 후 왕위에 오른 갈단 보쇼그투 칸은 현재의 동카자흐스탄, 현재의 북키르기스스탄에서 남부 시베리아까지 영토를 확장하기 위한 일련의 성공적인 전역을 개시했다. 갈단은 능숙한 외교를 통해 청나라와 평화로운 관계를 유지하면서 러시아와도 관계를 맺었다. 그러나 1687년 할하 칸에게 충성하는 군대와의 소규모 전투에서 갈단의 형 도르지잡이 사망하자, 갈단은 이를 빌미로 동몽골을 전면적으로 침공했다. 그는 1688년 올고이 노르(올고이 호수) 전투에서 여러 할하 부족을 격파하여 2만 명의 난민을 청나라 영토 남쪽으로 피신시켰다.
패배한 할하 통치자들은 후허하오터시로 도망쳐 청나라의 도움을 요청했다. 한편, 청나라는 이전에 갈단을 지지하려 했던 북쪽 국경의 카자크와 평화 조약을 체결했다. 네르친스크 조약은 갈단과 러시아 간의 동맹을 막아 청나라가 몽골 라이벌을 공격할 수 있도록 했다. 적대적인 준가르가 통치하는 통일된 몽골 국가를 두려워한 청나라는 이제 강력한 전쟁 기계를 오이라트에 돌렸다.
준가르는 아파치 호자의 초청으로 칭기즈 칸의 차가타이 통치하에 있던 야르칸드 칸국을 침공한 후 준가르의 알티샤흐르 정복 동안 위구르족을 정복하고 복속시켰다. 준가르는 위구르족에게 무거운 세금을 부과하여 불만을 불러일으켰다. 이로 인해 투루판과 쿠물에서 위구르 반군이 준가르 통치에 반란을 일으켜 준가르에 대한 청나라의 전쟁에 합류했다. 무함마드 아민 칸 휘하의 야르칸드 칸국은 준가르 공격에 대한 지원을 요청하기 위해 청나라에 두 번 조공을 바쳤다.
준가르는 전투에서 잠부라크, 즉 낙타에 장착된 소형 대포를 사용했으며, 특히 울란 부퉁에서 그러했다. 총과 대포와 같은 화약 무기는 청나라와 준가르가 동시에 서로에게 사용되었다.

## 제1차 준가르-청 전쟁
제1차 준가르–청 전쟁은 1687년부터 1697년까지 준가르와 청나라 및 북원 잔당인 북부 할하부 연합군 사이에 벌어진 군사 분쟁이다. 이 전쟁은 1688년 외몽골에 기반을 둔 북원에 대한 준가르의 공격으로 시작되었는데, 북원은 크게 패배했다. 그들의 통치자들과 2만 명의 난민은 준가르 국가의 성장하는 세력을 두려워한 청나라로 남쪽으로 도피했다. 몽골을 장악할 기회와 오이라트가 형성하려 위협했던 강력하고 통일된 몽골 국가가 자신들에게 가하는 위협에 동기 부여된 청나라는 1690년 준가르를 진압하기 위해 북쪽으로 군대를 보냈다.
청나라 정찰병들이 만리장성 북쪽에서 준가르 부대를 공격했다. 그러나 이는 주력 준가르 군대로 판명되었고, 이들은 청나라 분견대를 쉽게 격파했다. 푸췐 황자가 지휘하는 대규모 청나라 군대가 기동성이 뛰어난 준가르 군대를 포위 섬멸하기 위해 북쪽 내몽골 자치구로 진격했다. 그러나 악천후와 험난한 지형으로 인해 제약을 받았다. 일부 청나라 군대는 고비 사막을 횡단하는 데 12일이 걸렸고, 말들은 지쳐버렸다. 보급품이 바닥난 청나라는 마침내 1690년 9월 울란 부퉁에서 준가르와 대치했다. 5대 1로 수적 열세였음에도 불구하고 준가르는 낙타 벽을 형성하고, 두 차례의 포병 지원을 받는 청나라 공격을 격퇴하며 언덕으로 도주했다. 청나라 사령관은 승리를 주장했지만, 준가르 군대를 완전히 섬멸하지 못한 책임을 물어 해임되고 조기 은퇴했다. 갈단은 북쪽 셀렝게강부터 남쪽 할하강까지 몽골을 계속 통치하게 되었다.
전쟁은 잠시 중단되었다. 할하 통치자들은 1691년 상도 (지명)(원나라 황제의 즐거움을 위한 궁전)이 있던 돌론 노르에서 자신들이 청나라의 속국임을 선언했는데, 이는 원나라의 마지막 잔재를 공식적으로 종식시킨 정치적으로 결정적인 조치였다. 이는 또한 청나라가 칭기즈 칸 칸들의 망토를 계승하여 할하 군대를 청나라 군대에 편입시킬 수 있게 했다. 강희제는 이제 갈단을 "절멸"시키기로 결심했다. 양측 간의 협상은 거의 결실을 맺지 못했다. 준가르는 러시아와 다양한 몽골 왕자들에게 접근하여 동맹을 모색했지만 거절당했다. 강희제는 1696년 계획된 원정을 지원하는 데 필요한 복잡한 물류 준비에 착수했다. 여기에는 각각 6석의 곡물을 실은 수레 1,333대를 조달하는 것이 포함되었다. 세 개의 군대가 마침내 1696년에 북쪽으로 진격했다. 피양구 지휘 아래 3만 명 (추가 1만 명 증원 예정)의 군대는 갈단을 포위하고, 강희제가 개인적으로 235문의 낙타 포를 포함한 3만 2천 명을 지휘했다. 세 번째 군대 1만 명은 동쪽으로 더 멀리 떨어진 곳에 정지하여 다가오는 전역에 참여하지 않았다. 수적으로 훨씬 열세이고 페스트로 약화된 준가르 군대는 심각한 저항을 할 수 없었다. 갈단의 군대는 1696년 5월 자오 모도 전투에서 서부군을 공격했지만, 간신히 - 하지만 결정적으로 - 패배했다. 포병이 없는 준가르 군대는 중국의 소총과 포격으로 큰 피해를 입었으며 결국 무너졌다. 전투는 청나라 군대의 승리로 끝났고, 2만 마리의 양과 4만 마리의 소를 포획했으며, 준가르 군대 중 40~50명만 제외하고 모두 포로로 잡거나 죽이거나 흩어지게 하여 사실상 군사력을 파괴했다. 갈단 자신은 부분적으로 아내 아누 왕비가 이끈 반격 덕분에 적의 포위망을 벗어날 수 있었다.  갈단의 아내는 사망했고, 갈단은 서쪽 알타이산맥으로 도주하여 나중에 청나라에 항복하려 했지만, 1697년 몇 명의 충성스러운 부하들만 옆에 둔 채 페스트로 사망했다. in 1697 with only a few loyal men at his side.
전쟁 후, 현재의 울란바토르 지역에 청나라 주둔군이 배치되었고, 할하 몽골은 청나라의 통치하에 놓였다. 외몽골은 사실상 청나라 제국에 편입되었다. 반면, 전쟁 중 여러 차례 청나라에 정보를 제공했던 갈단의 오랜 반대파 오이라트 지도자인 체왕 랍탄은 갈단의 뒤를 이어 준가르의 칸이 되었다. 청나라는 1690년대에 준가르를 제압하는 데 성공했지만, 수십 년 후 후속 전쟁에서 준가르를 격파하기 전까지는 완전히 제거하지 못했다.

## 제2차 준가르-청 전쟁, 티베트에서

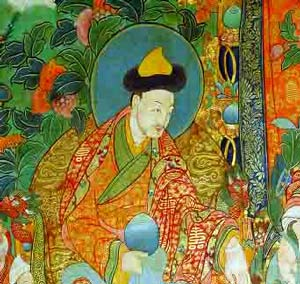
제7대 달라이 라마 추정자, 라프장 칸

1642년, 코슈트 칸국의 창시자인 구시 칸은 창의 왕자를 전복시키고 제5대 달라이 라마를 티베트의 최고 영적, 정치적 권위자로 만들었으며, 이는 간덴 포드랑으로 알려진 정권을 수립했다. 준가르의 체왕 랍탄은 1717년 티베트를 침공하여 제7대 달라이 라마의 추정자, 즉 코슈트 칸국의 마지막 통치자인 라프장 칸을 폐위시키고 라프장 칸과 그의 모든 가족을 살해했다. 그들은 또한 1718년 강희제가 전통적인 무역로를 개척하기 위해 보냈던 소규모 병력을 살윈강 전투에서 잔인하게 전멸시켰다. 이에 대한 대응으로, 강희제가 보낸 원정대는 창의 폴하네 소남 톱게와 서부 티베트의 총독 캉첸네(강첸네라고도 표기) 휘하 티베트 군대와 함께 1720년에 티베트에서 준가르를 추방했다. 이로 인해 1912년 청나라가 멸망할 때까지 지속된 청나라의 티베트 통치가 시작되었다. 악비의 후손인 한족 장군 악종기는 준가르-청 전쟁 동안 청나라를 위해 티베트를 정복했다.
만주족 팔기군의 얄랑가는 1732년에 한족 장군 악종기의 뒤를 이어 사령관이 되었다.
만주족 강희제는 갈단 휘하의 준가르 오이라트 몽골 지도자를 상대로 지지를 얻기 위해 칭하이성(코코노르)의 몽골족 사이에 반이슬람 정서를 조장했다. 강희제는 칭하이성(코코노르)의 투르크 무슬림과 같은 중국 내 중국 무슬림들이 이슬람으로 개종했다고 거짓 주장한 갈단과 공모하고 있다고 주장했다. 강희제는 갈단이 불교와 달라이 라마를 경멸하고 외면했으며, 중국을 침공한 후 중국 무슬림과 공모하여 이슬람교도를 중국의 통치자로 세우려 한다고 거짓 주장했다. 강희제는 투루판과 하미의 무슬림들도 불신했다.

## 제3차 준가르–청 전쟁
1723년, 강희제의 후계자인 옹정제는 칭하이성의 칭하이-티베트 고원에서 일어난 준가르 봉기를 진압하기 위해 연갱요가 이끄는 23만 명의 군대를 파견했다. 지리적 특성상 청나라 군대(수적으로 우세했지만)는 처음에는 기동성이 뛰어난 적과 교전할 수 없었다. 결국 그들은 준가르와 만나 그들을 격파했다. 이 전역은 국고에 최소 8백만 냥의 은을 소비하게 했다. 옹정제 통치 후반에 그는 푸르단 휘하의 1만 명 소규모 군대를 다시 준가르와 싸우게 했다. 그러나 그 군대는 1731년 호톤 호수 근처에서 매복 공격을 받아 전멸했고, 청나라는 다시 몽골 통제권을 잃을 위험에 처했다. 악종기 휘하의 또 다른 군대는 1731년 우루무치에서 오이라트를 성공적으로 습격했지만, 위치를 방어할 충분한 병력이 부족하여 철수해야 했다. 청나라의 할하부 동맹군은 1년 후인 1732년 몽골의 에르덴 주 사원 근처에서 마침내 준가르를 격파했다. 청나라는 그 후 준가르와 평화를 맺고 1739년 조약에서 양국 국경을 정했다.

## 준가르의 최종 정복

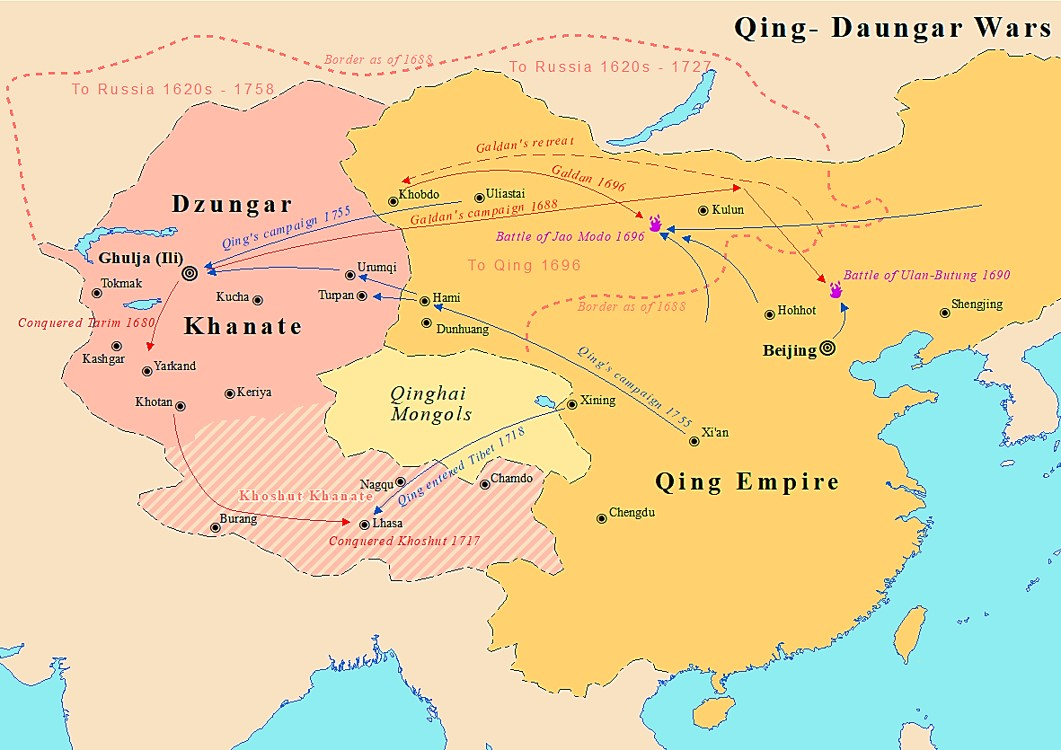
청나라와 준가르 간의 전쟁을 보여주는 지도

1752년, 다와치와 호이트-오이라트 왕자 아무르사나는 준가르의 칸 직위를 놓고 경쟁했다. 아무르사나는 다와치에게 여러 번 패배하여 소규모 군대와 함께 청나라 황실의 보호를 받기 위해 도주해야 했다. 옹정제의 후계자인 건륭제는 청나라의 권위를 인정한 아무르사나에게 지지를 약속했다. 아무르사나와 중국을 지지한 사람들 중에는 호자 형제 Burhān al-Dīn와 Khwāja-i Jahān이 있었다. 1755년 건륭제는 아무르사나, 보로니두, 호집점의 도움을 받아 만주족 장군 조혜를 보내 준가르에 대한 전역을 이끌게 했다. 일리강을 따라 여러 차례의 소규모 전투와 교전 끝에 조혜가 이끄는 청나라 군대는 일리(굴자)에 접근하여 다와치를 항복시켰다. 건륭제는 아무르사나를 호이드의 칸이자 동등한 네 칸 중 한 명으로 임명했는데, 준가르의 칸이 되고 싶었던 아무르사나는 이에 불만을 품었다.
아무르사나는 이제 남아있는 오이라트 대부분을 규합하여 청나라의 권위에 반란을 일으켰다. 1758년, 조혜 장군은 오로이잘라투 전투와 후룽구이 전투에서 준가르를 두 차례 격파했다. 첫 번째 전투에서 조혜는 밤에 아무르사나의 진영을 공격했다. 아무르사나는 조혜가 그를 몰아낼 충분한 증원군을 받을 때까지 싸울 수 있었다. 오로이잘라투와 후룽구이 전투 사이에 차브단잡 왕자 휘하의 중국군은 호르고스 전투(건륭 연각에서는 "호르고스의 승리"로 알려짐)에서 아무르사나를 격파했다. 후룽구이산에서 조혜는 강을 건너 아무르사나의 진영을 야간 공격하여 그를 격퇴했다. 조혜의 두 승리를 기념하기 위해 건륭제는 청더시에 보녕사를 건설했는데, 이곳은 세계에서 가장 높은 보살 아발로키테슈바라의 목조 조각상이 있는 곳으로 '대불사'라는 별명도 있다. 그 후 우스-투루판의 호지스는 청나라에 복속되었다. 이 모든 전투 후에 아무르사나는 러시아로 도주했고(그곳에서 사망했다), 칭귄자브는 북쪽 다르카드로 도주했지만 왕 톨고이에서 체포되어 베이징에서 처형되었다.

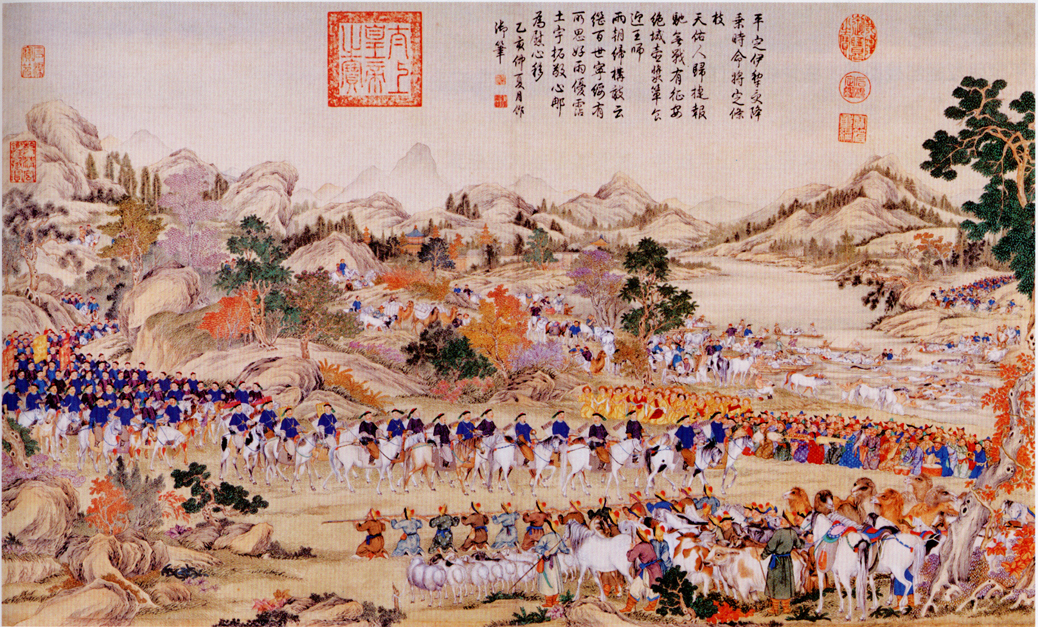
1755년 일리에서 다와치의 항복을 받는 조혜. 청나라 궁정 예수회 화가 이냐치오 시켈바르트 작.
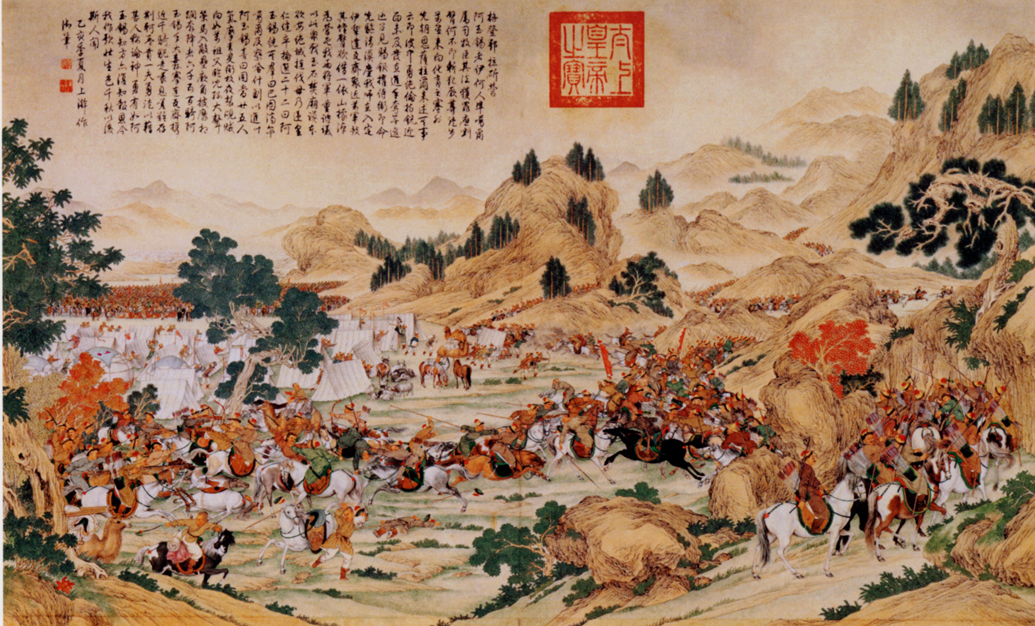
"가단올라 진영 습격", 1755년 칼미크 아유시가 중국 측으로 넘어가 가단산의 다와 아치 진영을 공격하는 모습을 묘사한 두루마리 그림. 주세페 카스틸리오네 (화가) 작.
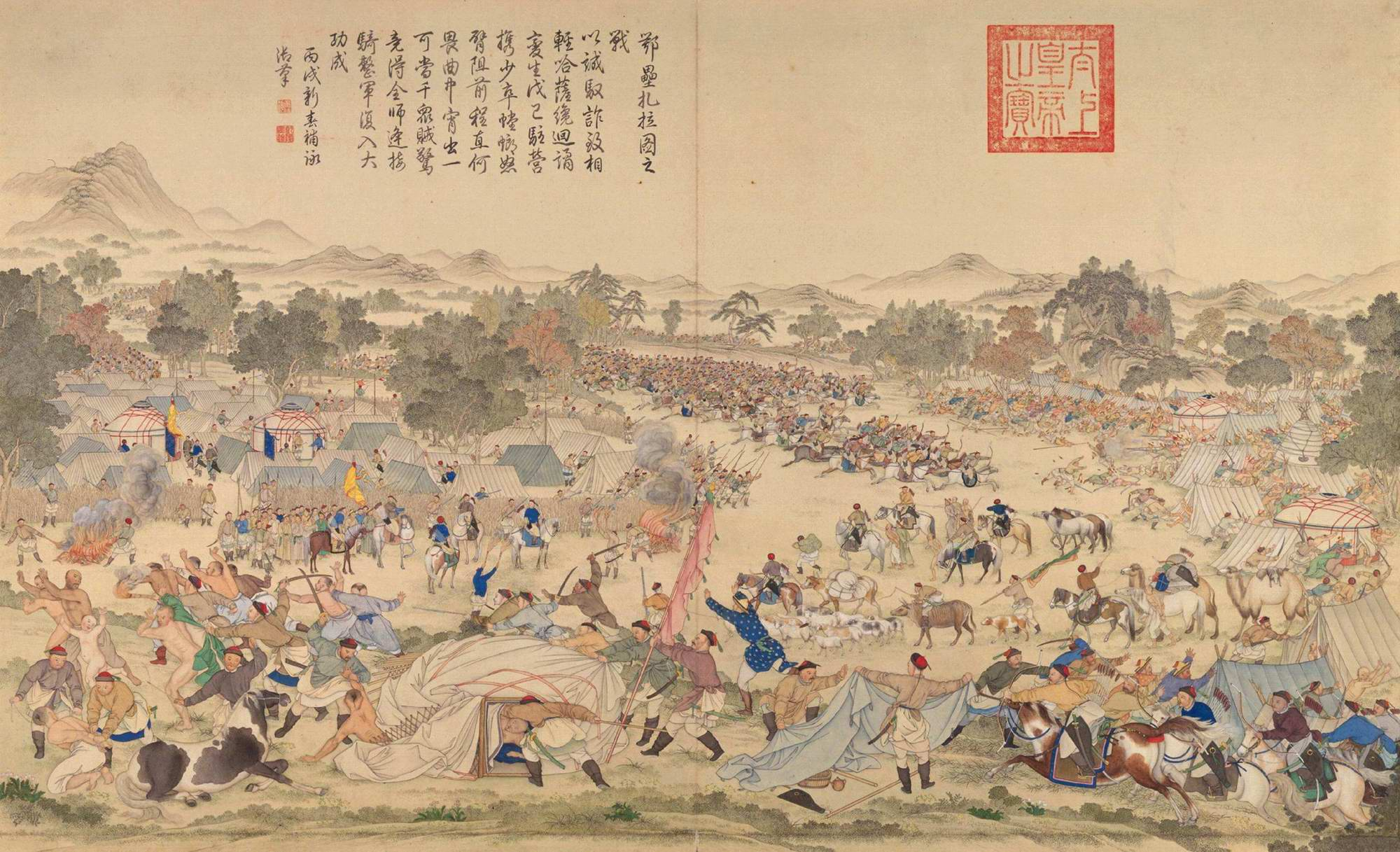
1756년 오로이잘라투 전투. 중국 장군 조혜가 현재 신장 위구르 자치구 우쑤에서 밤에 준가르를 공격했다. 주세페 카스틸리오네 작.
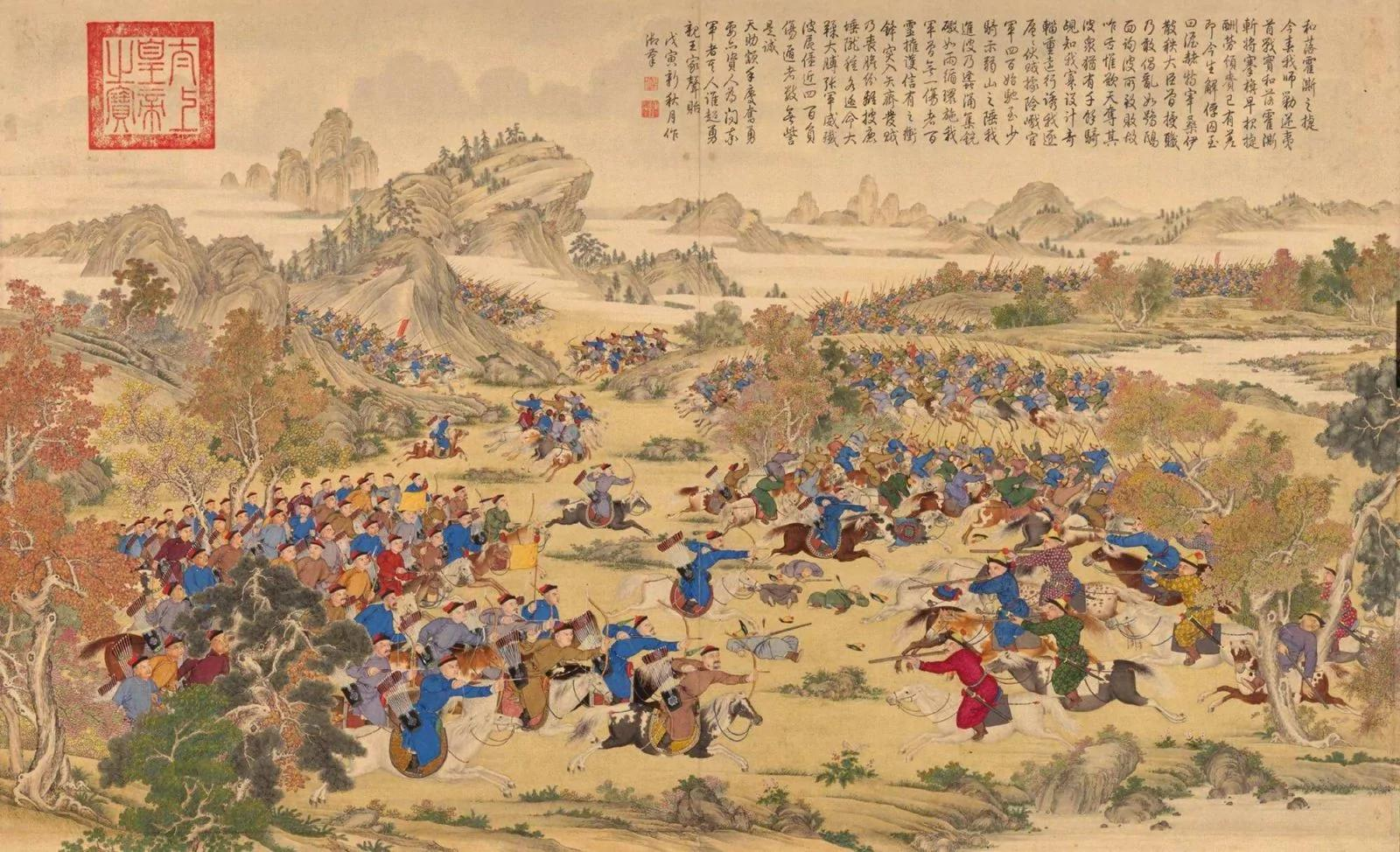
"호르고스의 승리". 1758년 아무르사나의 당파가 차브단잡 왕자에게 패배했다. 장 드니 아티레 작.
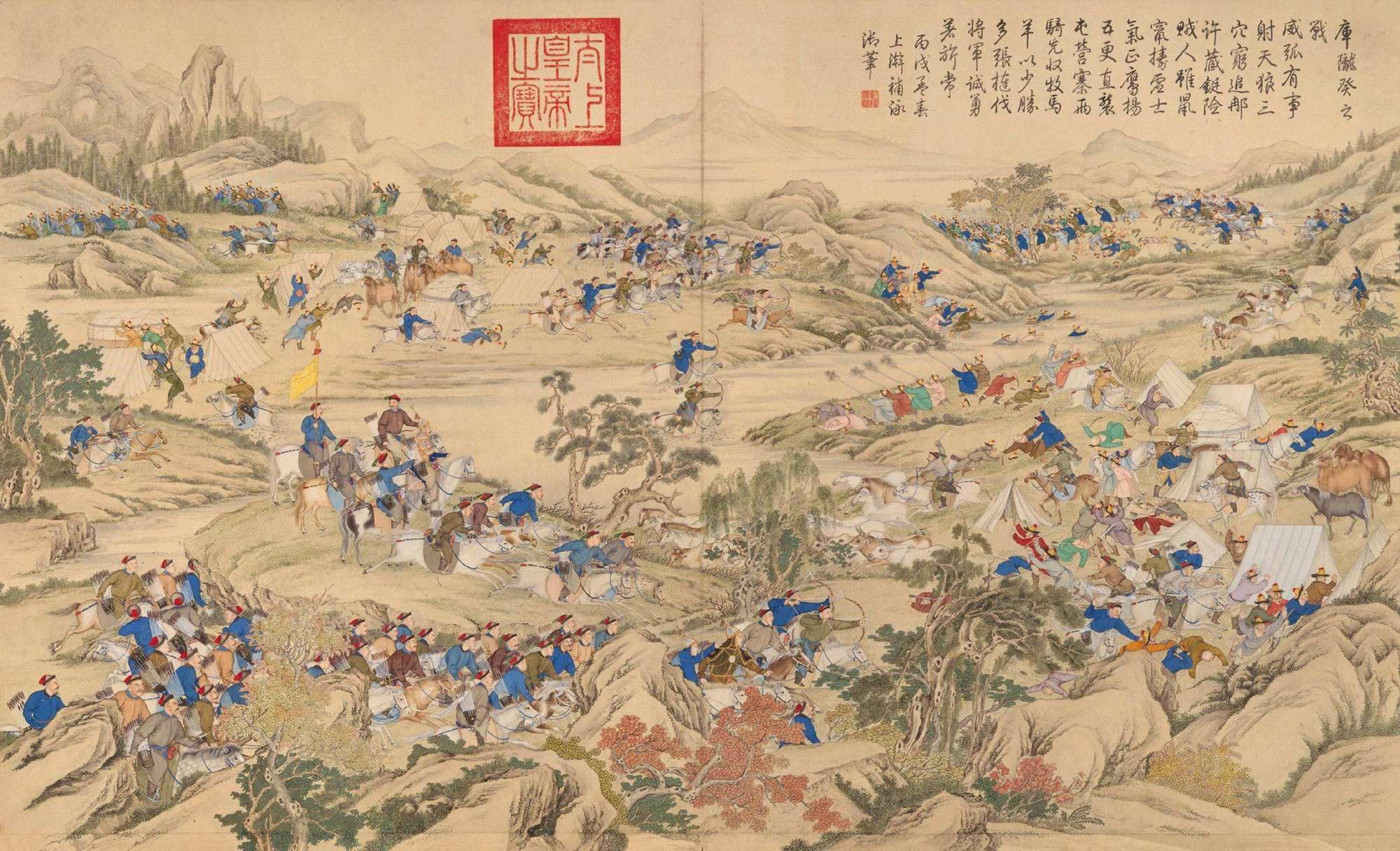
1758년 후룽구이 전투. 조혜 장군이 강을 건너 아무르사나의 준가르 군을 후룽구이산(카자흐스탄 알마티 근처)에서 야간 기습하여 격파했다. 장 다마센 살루스티 작.

## 같이 보기
- 준가르 학살
- 십전무공
- 갈단 보쇼그투 칸
- 청나라 치하 내륙아시아
  - 청나라 치하 몽골
  - 청나라 치하 티베트
  - 서역신강
  - 복장정시비